# Blackout (альбом Scorpions)
Blackout (с англ. — «Провал в памяти») — восьмой студийный альбом немецкой рок-группы Scorpions, выпущенный в 1982 году.
Альбом занял 62-ю позицию в рейтинге «100 лучших рок-альбомов всех времён» по версии журнала Classic Rock.

## Об альбоме
Вокалист группы Клаус Майне потерял голос во время записи этого альбома, и было непонятно, сможет ли он завершить его, в связи с чем он намеревался покинуть коллектив. Однако музыканты уговорили его на рискованую операцию на голосовых связках. Процесс восстановления занял около полугода; в это время группа работала над демозаписями вместе с молодым Доном Доккеном в качестве вокалиста. В интервью «Metal Rules» Доккен утверждал, что отклонил бы гипотетическое предложение «остаться в Scorpions» по двум причинам: потому что он сам был фанатом группы и потому что исполнять партии Майне ему было затруднительно: «Они говорили мне петь всё выше и выше; после восьми часов работы я едва жужжал».
Открывающая альбом песня «Blackout» вовсе не об отключении электричества, как  может показаться из названия. «Scorpions — группа, которая пишет музыку для вечеринок и тусовок. В начале 80-х, когда их карьера пошла в гору, они выпустили один из своих самых успешных альбомов с песней о том, как сильно они устали после бурной вечеринки», — пишет онлайн-журнал Loudwire. Это подтвердили сами музыканты Scorpions.
«Мы гастролировали вместе с Judas Priest по США в 1980 году; это были незабываемые впечатления. Знаете ли вы, что название песни „Blackout“ родилось именно в этом туре? Мы с Гленном Типтоном с размахом отпраздновали это событие в отеле, выпивая смесь пива, красного вина и виски. Всё в одном бокале… На следующее утро я ничего не мог вспомнить. Наш тогдашний барабанщик Герман [Раребелл] сказал мне, что у меня провал в памяти. И вот оно, название. Гастроли по США вдохновили нас на творчество».
— Рудольф Шенкер, интервью Metal Hammer
Песня «No One Like You» стала одним из первых примеров способности группы сочинять запоминающиеся мелодии и создавать классические мощные баллады. Этот номер, по мнению журнала American Songwriter, демонстрируют эмоциональную глубину вокала Клауса Майне. «No One Like You» была выпущена в качестве сингла, который стал значимым хитом и помог пробиться на MTV, выведя карьеру Scorpions в Америке на новый уровень.
Рудольф Шенкер не смог выбрать лучшее гитарное соло для песни «China White», поэтому американский и европейский релизы отличались этой деталью.
Как считает онлайн-издание Ultimate Classic Rock, песня «Dynamite» убедительно демонстрирует талант гитариста Рудольфа Шенкера по созданию запоминающихся хуков из простых пауэр-аккордов. По мнению журналиста этого издания, «Dynamite» является бескомпромиссной центральной композицией альбома Blackout, которая на долгие годы стала постоянным номером в финале концерта — буквально потому, что её было невозможно повторить.
На обложке альбома изображён автопортрет художника Готфрида Хельнвайна. Впоследствии Рудольф Шенкер несколько раз изображал этого персонажа, например, в клипе на песню «No One Like You» или во время исполнения песни на фестивале «Live at Wacken Open Air 2006».

## Релиз и переиздание
В 1984 году альбом «Blackout» достиг максимального уровня продаж в США и Канаде, и ему был присвоен платиновый статус от RIAA и от CRIA за тиражи более 1 000 000 экземпляров и более 100 000 экземпляров соответственно. Во Франции альбом стал золотым.
В 2015 году в рамках 50-летия группы была выпущена делюкс-версия альбома на CD и DVD. CD-диск издан с четырьмя дополнительными демо-записями, на DVD издан концерт 12 декабря 1983 года «Rock Pop In Concert: Special Heavy Metal Night» в Дортмунде, два видеоклипа и документальный фильм о создании альбома Blackout.

## Критика и признание
Журнал Metal Hammer, включивший Blackout в свой список «500 лучших металлических альбомов всех времён», пишет: «Немецкие хард-рокеры процветали в начале 1980-х, но их восьмой альбом вывел Рудольфа Шенкера и группу на новую высоту благодаря таким блестящим хитам, как „Now!“ и „Dynamite“, а также синглам „Can't Live Without You“ и „No One Like You“».
Журнал Rolling Stone, включивший Blackout в рейтинг «100 величайших металлических альбомов всех времён», отметил, что Blackout стал тем альбомом Scorpions, где всё по-настоящему сложилось: песни были наполнены лаконичными, простыми риффами, чётким продакшеном и прямолинейным ритмическим напором, а завывающий голос Майне и блюзовые соло Ябса добавляли им индивидуальности и яркости. «Такие песни, как заглавный трек, „Can’t Live Without You“ и мощная баллада „You Give Me All I Need“, были настолько же прямолинейными и непринужденными, насколько безумно цепляющими. А затем была „No One Like You“, которая, отчасти благодаря запоминающемуся клипу, стала началом золотого периода 80-х для Scorpions, проложив путь целой эпохе хард-роковых хитов, одновременно жестких, как гвоздь, и обезоруживающе мелодичных», — пишет журнал.
Стив Гетт из журнала Kerrang! в своей рецензии особо отметил «искромётный заглавный трек», сравнил вторую песню «Can't Live Without You» со вспышкой ветрянки, а также выделил изюминку второй половины альбома «China White», которая, по мнению журналиста, напоминает Led Zeppelin времён Physical Graffiti (трек «Kasmir»). В завершение он написал: «Словами не описать мощь, запечатлённую на пластинке — вы не будете разочарованы. Барабаны — роковые, гитары — громкие и гордые, а вокал — блестящий. В самом деле, трудно поверить, что у Клауса Майне действительно были проблемы с его горлом!».
Журнал Classic Rock включивший Blackout в свой список «100 лучших альбомов 1980-х» написал о нём: «Это был не просто удачный микс из радио-песен („No One Like You“, „Arizona“) и серьёзных хитов-хедбэнгеров (заглавный трек и „Dynamite“). На Blackout Маттиас Ябс наконец нашёл своё место, выйдя из тени бывших гитаристов Ули Джона Рота и Михаэля Шенкера».

## Список композиций
| №  | Название                 | Автор(ы)                                 | Длительность |
| -- | ------------------------ | ---------------------------------------- | ------------ |
| 1. | «Blackout»               | Майне, Шенкер, Раребелл, Sonja Kittelsen | 3:48         |
| 2. | «Can’t Live Without You» | Майне, Шенкер                            | 3:46         |
| 3. | «No One Like You»        | Майне, Шенкер                            | 3:57         |
| 4. | «You Give Me All I Need» | Шенкер, Раребелл                         | 3:38         |
| 5. | «Now!»                   | Майне, Шенкер, Раребелл                  | 2:35         |

| №  | Название                       | Автор(ы)                | Длительность |
| -- | ------------------------------ | ----------------------- | ------------ |
| 6. | «Dynamite»                     | Майне, Шенкер, Раребелл | 4:12         |
| 7. | «Arizona»                      | Шенкер, Раребелл        | 3:56         |
| 8. | «China White»                  | Майне, Шенкер           | 7:00         |
| 9. | «When the Smoke Is Going Down» | Майне, Шенкер, Раребелл | 3:50         |

| №   | Название                                 | Текст песни                | Музыка      | Длительность |
| --- | ---------------------------------------- | -------------------------- | ----------- | ------------ |
| 10. | «Blackout» (демозапись)                  | Майне, Раребелл, Kittelsen | Шенкер      | 4:03         |
| 11. | «Running For the Plane» (демозапись)     | Майне                      | Шенкер      | 4:07         |
| 12. | «Sugar Man» (демозапись)                 | Майне                      | Шенкер, Ябс | 4:22         |
| 13. | «Searching for the Rainbow» (демозапись) | Майне                      | Шенкер      | 3:56         |

## Участники записи
- Клаус Майне — вокал
- Рудольф Шенкер — ритм-гитара, соло-гитара на 4, 8 и 9, 6-ти струнная акустическая гитара
- Маттиас Ябс — соло-гитара, ритм-гитара на 4, 8 и 9, 12-ти струнная акустическая гитара, бэк-вокал
- Френсис Бухгольц — бас-гитара, бэк-вокал
- Герман Раребелл — ударные, перкуссия
- Продюсер Дитер Диркс, Breeze-Music

Выпускающие лица
- Dieter Dierks — продюсер, звукоинженер
- Gerd Rautenbach — микширование
- Steve Fallone — мастеринг

## Чарты
| Год  | Хит-парад         | Позиция |
| ---- | ----------------- | ------- |
| 1982 | The Billboard 200 | #10     |

| Год  | Сингл                    | Хит-парад             | Позиция |
| ---- | ------------------------ | --------------------- | ------- |
| 1982 | «No One Like You»        | Billboard Hot 100     | #64     |
| 1982 | «No One Like You»        | Mainstream Rock Chart | #1      |
| 1982 | «Can’t Live Without You» | France Top Singles    | #17     |